# 王毓濂
王毓濂，字味蓮，贵州贵阳人，清朝官員，同進士出身。
道光十五年（1835年）乙未科進士，三甲七十名，官湖北沔陽縣知縣。